# ウォーターボーイズ
『ウォーターボーイズ』（WATER BOYS）は、2001年に公開された日本映画。監督は矢口史靖。成り行きから文化祭でシンクロナイズドスイミングを発表することになった男子高校生の奮闘と友情を描く青春コメディ。
転じて「シンクロナイズドスイミングに挑む男子生徒達」を指すこともあるが、語自体は映画プロデューサーが作った造語である。
2003年にはフジテレビにより『WATER BOYS』と題して映画の2年後を舞台としたテレビドラマが製作された。

## ストーリー
静岡県相良町（現在の牧之原市）の男子校・唯野（ただの）高校の水泳部は、部員が鈴木智（妻夫木聡）ただ一人しかおらず、廃部寸前だった。そこに新任の美人教師・佐久間恵（眞鍋かをり）が顧問に着任したことで、部員は30人に急増するが、佐久間の狙いがシンクロナイズドスイミングを教えることだと分かった途端、25人が逃亡する。部長の鈴木、何事も中途半端な元バスケ部員の佐藤（玉木宏）、筋肉を付けたいガリガリのダンス少年・太田（三浦哲郁）、カナヅチ克服と水の力学の解明を目指すガリ勉・金沢（近藤公園）、ちょっと女の子っぽい早乙女（金子貴俊）の5人は取り残され、なし崩し的にシンクロの練習を始める。佐久間は学園祭の出し物に男子シンクロを登録するが、その矢先に妊娠が発覚し、5人を放り出して休職してしまう。
例年、学校のプールを釣りぼりとして使用しているバスケ部を始めとする周囲からバカにされまいと、5人は俄かにやる気を出し、既にプールに放たれていた魚を捕獲しようとするが失敗する。5人は後任の水泳部顧問・杉田（杉本哲太）と魚屋の磯村（竹中直人）に、プールの水道代と全滅した魚の弁償代を学園祭のシンクロ入場料金から捻出すると弁解し、その度胸を面白がった磯村はそれに同意する。5人はオカマバーのママ（柄本明）を始めとする地元の商店街の人々に前売り券を販売するが、まともな講師がいない状態では練習も進まず、杉田と磯村の前で行った予行演習は惨憺たる結果に終わる。弁償の一件は5人の保護者に伝えられ、杉田からはプールの使用を禁止されてしまう。
学園祭の発表は絶望的になる中、鈴木は桜木女子高の空手少女・木内静子（平山綾）と予備校で出会い、一目惚れする。二人は徐々に仲良くなっていくが、鈴木は学園祭でシンクロを発表することは言い出せずにいた。そんなある日、鈴木は木内と鴨川シーワールドへデートに行くが、そこで磯村がイルカの調教師として活躍し、見事なイルカショーを披露したことに感銘を受け、磯村にシンクロの指導を乞う。水泳部の4人はシンクロから離れつつあったが、鈴木の呼び掛けを待っていた早乙女と、己を鍛えたい太田と金沢は二つ返事で鈴木に合流。不貞腐れていた佐藤も、鈴木の発破で一念発起し、5人は夏休みを磯村の元で過ごすことにする。
だが、磯村は初めから5人にシンクロを教える気などなく、何かと理由をつけて水族館の清掃をはじめとする雑務を押し付ける。磯村は抗議する5人を「ゲームセンターのダンスゲームでリズム感を鍛えろ」と連れ出し放置するが、重労働で体力をつけ、動物の動きを観察して身のこなしのコツを掴んでいた5人は見事なダンスを決め、周囲の注目の的となる。5人は感動と感謝のあまり、戻ってきた磯村に縋り付いて泣き出し、とうとう観念した磯村は本格的にシンクロを教えることにする。数日後、海で練習していた一同は一般人から溺れていると勘違いされて通報され、水難救助隊のお世話になってニュースで報道されてしまうが、これが多くの住民をはじめ、唯野高全体も惹きつける結果を生む。逃げ出した水泳部員たちも我こそはと部に復帰し、男子シンクロは正式に実施されることが決定した。皆は熱心に練習を続けるが、鈴木は未だに、木内に「シンクロをやる」と打ち明けることができずにいた。
学園祭の前夜、学内でボヤ騒ぎが発生し、消防隊がプールの水を消化のためにほとんど使い切ってしまう。学園祭当日の昼前になっても注水は終わらず、水泳部員たちは諦めかけるが、木内から事情を聴いた桜木女子高の文化祭実行委員が訪れ、同日に学園祭を開催している桜木高のプールの提供を申し出る。迷いを振り切った鈴木を始めとする水泳部は、桜木高生、ママ、佐久間、磯村をはじめとする満場の観客の前で演目をこなしていくが、最後の大技・人間ピラミッドの直前、鈴木の海パンが脱げてしまう。事態を察した磯村は飛び込もうとするが、木内は前々から用意していた“プレゼント”を鈴木に投げる。それはイルカとシンクロを行う鈴木のアップリケが施された、手製の海パンだった。
最終演技を終えた唯野高校男子水泳部。来場者に礼をした30人は、ある者は笑い、ある者は泣きながら、声援と拍手の中退場していくのだった。

## 登場人物

### 主要人物
鈴木 智
演 - 妻夫木聡
唯一の水泳部員。スピードを競う競泳に限界を感じ、部活を辞めようとした矢先にシンクロと出会う。気が弱く流されやすい。
佐藤 勝正
演 - 玉木宏
当初はアフロヘアーだったが、予行演習中にカセットデッキを叩き壊した際にその火花が頭に飛び散ったのが原因で髪の毛が焼けてしまい、以降丸刈りになる。
後に2003年のドラマ版『WATER BOYS』に登場している。
早乙女聖
演 - 金子貴俊
幼少の頃から、佐藤に好意を抱いていた。後のドラマ版では告白をしたが見事に振られたとのこと。
卒業後教員免許を取得し、2004年のドラマ版『WATER BOYS2』では世界史担当の臨時教師兼シンクロ部顧問として登場している。
太田 祐一
演 - 三浦哲郁 　
貧相な身体を嫌い、日焼けしてマッチョになれるという思いからシンクロ部に入る。
金沢 孝志
演 - 近藤公園
ガリ勉高校生。論理的な考えで、むしろややこしい一面があるが、素直で潔い一面もあり、弁償を要求されたときに「実際にはもっと高いです」と自分に都合の悪いことも素直に白状した。
木内 静子
演 - 平山綾
空手少女。鈴木が買ったコーラが自動販売機から出なくなったところに、飛んで来てコーラを出してあげた。鈴木が一目惚れした。
伊丹 弥生
演 - 秋定里穂
女子高の文化祭実行委員。唯野高校のプールの水が文化祭準備中のボヤ騒ぎですべて消火に使われてしまうというハプニングが発生したとき、自分たちの女子高のプールの使用を申し出、危機を救った。
佐久間 恵
演 - 眞鍋かをり
シンクロを鈴木達に提案した張本人兼、水泳メンバー増員の原因である女性教師。女子校にしか赴任した経験がなく男子校に赴任することに躊躇しており、赴任当初はそれが原因でクラスに馴染めずにいたが、生徒たちに励まされて自信を取り戻す。しかし産休で居なくなってしまう。
佐藤同様後に2003年のドラマ版『WATER BOYS』に登場している。
杉田
演 - 杉本哲太
水泳部の顧問。当初は部員のシンクロに難色を示していたが、最終的には揃いのパンツを用意するなど好意的になった。
尾崎校長
演 - 谷啓
磯村
演 - 竹中直人
やや怪しげな水族館のイルカ飼育員。釣りぼりに放つ魚の搬入も担った。練習のため水族館を訪れたメンバーをナメていたが、次第に認めるようになった。

### 喫茶バー「ともしび」
ママ
演 - 柄本明
チィママ
演 - 徳井優

### その他のシンクロ参加者
- 池内亮三 - 川村貴志
- 望月大志 - 松永大司
- 阪本友也 - 西川拓也
- 崎山勝貴（ヤマちゃん） - 山﨑勝之
- 浦杉太陽（タイヨー） - 杉浦太陽
- 中田光太郎（コータロー） - 田中幸太朗
- 原石真（マコト） - 石原誠
- 藤祭直（ナオシ） - 斉藤直士
- 北村栄吉（エイキ） - 北村栄基
- 本山ちから（チカラ） - 山本力
- 森林樹（モリ） - 森本正輝
- 成瀬金太（キンちゃん） - 金原泰成
- 星野広（ホシノ） - 星野広樹
- 東海林勇二（ユージ） - 鈴木祐二
- 松下羅慈夫（ラジ夫） - 斎藤羅慈
- 高鷹雅（コータカ） - 高鷹一雅
- 影千晴（カゲ） - 影山智昭
- 野西正志（マサ） - 西野正崇
- 田平雅夫（マサオ） - 平田賢
- 本山数木（カズキ） - 山本一輝
- 高貴志（タカシ） - 貴士
- 当利前田（マエダ） - 前田紘孝
- 井石陽介（ヨーちゃん） - 石井洋輔

### バスケ部
- 吉田 - 森山栄治

### その他
- 中村 - 土師友紀子
- 小林 - 上野未来
- 和菓子屋主人 - 蛭子能収
- 和菓子屋のおかみさん - 角替和枝
- 肉屋の女 - 鈴木砂羽
- 佐久間恵の夫 - 近藤芳正
- 女性キャスター - 西田尚美
- 男性キャスター - 山下真司
- 警備員 - 田中要次、不破央
- 客のおばさん - 石垣光代、内田春菊、和田都
- ビデオの筋肉男 - 宮本光康、戸張剛、松浦次郎
- 水族館の女の子 - 大津綾香
- 女の子の父 - 堀幸一
- レスキュー隊員 - 飯沼誠司
- 公園の野次馬 - 有山尚宏
- 火事場のおじさん - 手塚とおる、岩手太郎
- エキストラ - ロケ地となった牧之原市の市民、静岡県立相良高等学校他近隣学校の在校生が参加。

## スタッフ
- 脚本・監督：矢口史靖
- エクゼクティブプロデューサー：桝井省志
- 音楽：松田岳二、冷水ひとみ
- ストリングスアレンジ：田尻光隆
- 水泳指導：不破央
- シンクロアドバイザー：平中季代子、畠山一朗、氏家友貴
- ダンス振付：八反田リコ
- 現像：IMAGICA
- MA：東京テレビセンター
- プロデューサー：宅間秋史、関口大輔、佐々木芳野
- 企画：石丸省一郎、藤原正道、遠谷信幸
- 製作：フジテレビジョン、アルタミラピクチャーズ、東宝、電通

## 製作
男子高校生たちが、シンクロに挑む青春活劇で、モデルは男子校の埼玉県立川越高校の水泳部が実際に1988年から文化祭の演目として行っているシンクロ公演。
1999年、プロデューサーが『ニュースステーション』（テレビ朝日）で放送された川越高校水泳部のドキュメンタリーを見て映画化を着想。後に矢口史靖監督が加わり、50mの屋外プールで部員全員で繰り広げるインパクトのあるシンクロ演技とその背景にある文化祭に訪れる近隣の女子高生にモテたいという不純な動機の面白さに、「これは映画にすべきだ」として、2001年の映画化に至った。
撮影の1か月以上前からシンクロの練習を開始する必要があることから売れている俳優をキャスティングすることはできず、まるまる2か月以上スケジュールが空いている若手の俳優のみを募集して、当時まだ無名だった妻夫木聡や玉木宏らがキャスティングされた。撮影開始後も千葉県内の学校のプールに拘束されて連日シンクロの練習を続け、シンクロ漬けの日々を送った。後に矢口監督は、「彼ら自身も何か鬱屈した、”ぶつけたいんだ!”っていうエネルギーが溜まりに溜まっていたので、それがスクリーンにそのまま映ったというのが、お客さんに伝わったんでしょうね」と語っている。

## 作品の評価
劇場公開から徐々に口コミと地方キャンペーンで話題となり、結果的に大ヒット映画となった。当初は少数の映画館のみの上映だったが、全国各地での地道なキャンペーンと独特の宣伝展開で劇場数が増え、最終的には上映劇場100館、上映期間は6か月を越えた。この現象は映画業界で話題になり、それ以降同じような映画が乱立した。シネマコンプレックスの普及と時期と重なり、2000年以降の邦画復活のきっかけを作った。
本作のヒットを受け、2003年にフジテレビがテレビドラマ化。映画スタッフがドラマ製作に参加することにより、映画の世界観を壊さずドラマ化に成功し、高視聴率を記録。この「映画から連続ドラマ」という連動は、その後他局にまで影響を与えることになる。この後フジテレビは、パート2（2004年）、スペシャル版（2005年）と制作し、完結した。また、同じスタッフで映画『スウィングガールズ』（2004年）が製作され、映画『ウォーターボーイズ』の倍以上の興行成績を記録した。
映画・ドラマのヒットにより全国で「シンクロブーム」が起こり、高校を中心に男子シンクロ部が設立されるなど大きな影響を与えた。映画のモデルになった川越高校水泳部のドキュメンタリーが『にんげんドキュメント』（NHK総合）や『スーパーテレビ情報最前線』（日本テレビ）で放送され、同校の文化祭は約3万人（2002年）もの入場者数を記録するまでになった。
2022年に行われ、350人が投票に参加した「夏に見たい映画 人気おすすめランキングベスト148作品 邦画編」では見事1位に輝いた。

### 歴史
- 2001年9月15日 - 映画『ウォーターボーイズ』公開。
- 2003年7月1日 - 9月9日 - テレビドラマ『WATER BOYS』放送。
  - フジテレビのイベント「お台場冒険王」にて「ウォーターボーイズショー」開催。
- 2004年7月6日 - 9月21日 - テレビドラマ『WATER BOYS2』放送。
  - 「お台場冒険王」にて「ウォーターボーイズショー 2」開催。
  - 2004年9月21日 - 「第1回全国高校ウォーターボーイズ選手権」放送（優勝校は鈴鹿工業高等専門学校）。
  - 2004年10月4日 - 「あの感動がよみがえる!ウォーターボーイズ 2 完全密着130日!涙と友情の最終回スペシャル!!」放送。
- 2004年9月11日 - 映画『スウィングガールズ』公開。
- 2005年8月19日・20日 - テレビドラマ『WATER BOYS 2005夏』放送。
  - 「お台場冒険王」にて「ウォーターボーイズショー 05」開催。
  - 2005年9月27日 - 「第2回全国高校ウォーターボーイズ選手権」放送（優勝校は鈴鹿工業高等専門学校）。

### 受賞歴
作品賞
- 第75回キネマ旬報ベスト・テン 日本映画ベストテン第8位
- 第56回毎日映画コンクール 日本映画優秀賞
- 第23回ヨコハマ映画祭 日本映画ベストテン第2位
- 第25回日本アカデミー賞優秀作品賞

個人賞
- 第25回日本アカデミー賞
  - 優秀監督賞・優秀脚本賞（矢口史靖）
  - 優秀主演男優賞・新人俳優賞（妻夫木聡）
  - 最優秀音楽賞（松田岳二・冷水ひとみ）
  - 優秀録音賞（郡弘道）
  - 優秀編集賞（宮島竜治）

- 第39回ゴールデン・アロー賞 映画新人賞（妻夫木聡）
- 第11回日本映画プロフェッショナル大賞 特別賞（妻夫木聡&ボーイズ）

## 主なロケ地
- 静岡県
  - 牧之原市（旧：榛原郡相良町、榛原町）
  - 牧之原市立相良中学校 唯野高等学校の校舎、桜木女子高校のプール
  - 静岡県立榛原高等学校 唯野高校のプール
  - ミルキーウェイショッピングタウン、相良本通り商店街、小堤山公園、市内店舗等
  - 榛原郡吉田町
  - 御前崎市（旧：榛原郡御前崎町）
  - 焼津市
  - 藤枝市
  - この他、劇中に挿入されるテレビのワイドショーはテレビ静岡のスタジオで撮影されている。
- 千葉県
  - 鴨川市鴨川シーワールド
  - 館山市千葉県立安房高等学校

## サウンドトラック
- ウォーターボーイズ オリジナル・サウンドトラック
  - 2001年8月22日発売、ユニバーサルミュージック、UPCH-1096
  - 音楽：松田岳二・冷水ひとみ・田尻光隆 etc

### シンクロで使用された曲
- 伊勢佐木町ブルース（青江三奈）
- DIAMOND HEAD（ザ・ベンチャーズ）
- 歌劇「カルメン」より闘牛士の歌（ビゼー）
- あなたのとりこ（シルヴィ・ヴァルタン）
- オンリー・ユー（ザ・キング・トーンズ）
- 愛のしるし（PUFFY）
- 学園天国（フィンガー5）－ エンディング曲としても使用

## 出版
- MAKING OF WATER BOYS（2003年・ワニブックス）
- MAKING OF WATER BOYS 2（2004年・ワニブックス）
- ウォーターボーイズ・オフィシャルブック（2004年・扶桑社）
- 『映画監督はサービス業です。ー矢口史靖のヘンテコ映画術―』、DU BOOKS、2019年9月、ISBN 978-4866471006。

## テレビドラマ
『WATER BOYS』と題して、フジテレビ系で2003年7月1日から9月9日まで放送された。続いて『WATER BOYS2』が2004年7月6日から9月21日まで、『WATER BOYS 2005夏』が2005年8月19日と20日に放送された。